# Micromania-Zing
Pour les articles homonymes, voir Micromania.
 (mars 2025).
Micromania-Zing est une société française créée en 1983 par Albert Loridan, spécialisée dans la vente de jeux vidéo. À ses débuts, l'entreprise était basée à Nice et vendait uniquement par correspondance.
L'enseigne organise régulièrement des journées découvertes en proposant à ses clients de tester de nouveaux jeux ou consoles en avant-première, notamment lors du Micromania Games Tour. La société est également à l'origine du Micromania Game Show.

## Historique

### 1983-1993: création de l'entreprise et montée en puissance
1983 : Micromania est créée par Albert Loridan, en tant que société de vente par correspondance (VPC), spécialisée dans les jeux vidéos. Pour se faire connaître, Albert Loridan n’hésite pas à acheter des espaces de publicité dans des magazines spécialisée de jeux vidéos, alors en pleine essor, tels que Tilt ou Amstar, et ce, à peine quelques semaines après le lancement de la société. Le premier bon de commande Micromania apparaît dans le numéro de janvier/février 1983 de la revue Tilt. Il permet notamment aux lecteurs de se procurer des jeux Atari. Le club Micromania est également lancé.
1987 : l'entreprise ouvre un point de vente au Printemps Haussmann à Paris.
1989 : Micromania ouvre son premier magasin au Forum des Halles à Paris. La même année sort la Nintendo Entertainment System qui démocratise le jeu vidéo en France. L’enseigne est élue “revendeur du siècle” par la revue Amstar. L'équipe, composée de 2 personnes à ses débuts, regroupe 6 ans plus tard une dizaine d'employés.
1991 : lancement de la carte de fidélité physique, la "Mégacarte". Albert Loridan annonce dans l'émission Micro Kid's que le club Micromania a dépassé les 200 000 membres.

### 1993-2003: leader du marché du jeu vidéo en France
1993 : Micromania lance sa propre revue, "Mega News".
1998 : création du service de jeux d'occasion et apparition du logo historique.
2000 : le site internet entièrement éditorial de Micromania fait son apparition. On peut y retrouver des tests, des flash-infos, des concours et d’innombrables conseils et astuces Le site propose pour la première fois une rubrique appelée “SOS Jeux” : les joueurs bloqués dans un jeu peuvent, à tout moment, lancer un appel sur le site et recevoir l’aide des internautes. En novembre de la même année, Albert Loridan annonce que la marque a cédé 35% de son capital à LV Capital, un fonds d’investissement du groupe LVMH. Pour le PDG historique de Micromania, c’est l’assurance “d'accélérer son rythme de développement (...) d’ouvrir de nouveaux magasins en France avant d’attaquer le marché européen puis les États-Unis”.
2002 : Micromania lance son propre salon évènementiel pour récompenser la fidélité des clients de toute la France : le Micromania Game Show. Tous les titulaires de la Mégacarte sont invités à cette convention qui se tient au Stade de France et lors de laquelle constructeurs et éditeurs y présentent leurs nouveautés. Lors de la première édition, Tony Hawk et David Guetta sont invités, et plusieurs centaines de privilégiés assistent en direct à la présentation de la Wii de Nintendo (avant-première mondiale) et de la PlayStation 3 de Sony (avant-première européenne). En parallèle, l'enseigne ouvre son 100ème magasin, au sein du centre commercial de Val d'Europe, à Marne-la-Vallée.
2003 : Micromania fête l'ouverture de son 150ème point de vente, à Mont-Saint-Martin et en profite pour racheter 7 enseignes GAME, étendant toujours plus son influence sur le territoire.

### 2003-2013: poursuite de l'expansion économique
2004 : Micromania ouvre sa 200ème boutique à Havre - Caumartin, dans le centre de Paris.
2005 : L Capital fait l'acquisition de 51 % du capital du distributeur français. Albert Loridan quitte la direction de Micromania et Pierre Cuilleret, le cofondateur de The Phone House, lui succède. Sous sa direction, Micromania poursuit son expansion sur le marché français, ouvrant entre 10 et 20 nouveaux magasins chaque année.
2006 : Micromania lance son nouveau site internet. Il est désormais possible d’acheter ses jeux en ligne et de se les faire livrer directement chez soi.
2007 : Micromania rachète la franchise Dock Games. Cette acquisition permet au groupe d’ajouter 49 points de vente à son réseau, faisant monter son nombre de magasins à plus de 300. Cette même année, Micromania lance la "Pink Mégacarte" à destination des femmes. Avec cette carte de fidélité inédite, les joueuses peuvent bénéficier d’offres exclusives et également “marrainer” d’autres clientes potentielles en échange d’un bon d’achat de 10 euros.
2008 : GameStop (EB Games), première entreprise au niveau mondial pour la distribution de jeux vidéo, rachète Micromania à L Capital pour un montant de 500 millions d'euros.
2009 : Micromania compte 350 magasins. L'entreprise lance un nouveau programme de fidélité pour récompenser les clients les plus fidèles. La même année, plus de 50 000 personnes participent au Micromania Game Show 2009. En parallèle, le groupe organise la troisième édition des Micromania Games Awards, une cérémonie durant laquelle plus de 200 000 gamers élisent les meilleurs jeux de l'année.
2010 : Micromania compte 380 magasins dans toute la France. Le chiffre d'affaires est estimée à 600 M€.
2011 : Le Micromania Game Show étant supplanté par la Paris Games Week, Micromania change de formule et lance le Micromania Games Tour.
2012 : Il n'y a plus de franchisés Dock Games (filiale), il reste encore quelques succursales.

### 2013-2020: rapprochement avec Zing et diversification de l'offre
2013 : Micromania fête ses 30 ans d'existence et compte 400 magasins. Son principal rival, GAME, est en liquidation judiciaire et ferme ses portes. Micromania rachète 44 magasins et sauve 88 emplois . L'entreprise compte alors 444 magasins dans toute la France.
2014 : Pierre Cuilleret quitte la Présidence de Micromania et son poste à GameStop.
2015 : lancement de l'application mobile, permettant aux joueurs de dématérialisée leur Métacarte, de commander leurs produits à distance  et d'avoir plus facilement accès aux dernières actualités du jeu vidéo. La même année, la marque ouvre au centre commercial de Belle Épine à Thiais le tout premier magasin Zing Pop Culture. Avec cette nouvelle enseigne, Micromania souhaite étendre son activité et s’adresser à un public plus large. Dans les rayons, il est possible de trouver des figurines et des produits dérivés des plus grandes licences de pop culture.
2017 : Micromania fusionne avec Zing Pop Culture et devient Micromania-Zing, dans une volonté de se diversifier face à la concurrence de la distribution dématérialisée des jeux vidéos .
2019 : Laurent Bouchard prend la direction générale du groupe en janvier, succédant à Nicolas Bertrand.

### 2020 à aujourd'hui: Micromania face à la crise sanitaire et au déclin de son modèle économique
2020 : Micromania-Zing doit s'adapter à la pandémie de Covid-19 est au confinement de la population. La marque lance son système de “Click & Collect” afin de permettre à ses clients d’acheter des jeux rapidement (retrait en 1h en magasin). Cependant, les ventes de jeux vidéos dématérialisées explosent, au détriment des jeux "physiques" en boîte, car les joueurs, contraints de rester chez eux, privilégient les achats en ligne. Cette évolution fragilise le modèle économique de Micromania. Même après la levée du confinement, la tendance au dématérialisée se poursuit et s'inscrit durablement dans les habitudes des joueurs, qui sont de moins en moins nombreux à fréquenter les boutiques de jeux vidéos.
2021 : Micromania lance son système de location de consoles.
2023 : les jeux dématérialisés, téléchargeables en ligne, représentent 84 % des ventes en France (selon les derniers chiffres du SELL, le syndicat professionnel du secteur). Les jeux en boîte, ceux qu'on achète justement chez Micromania, ne comptent plus que pour 16 % du marché. Et ce, même si les Français se disent très attachés à l'achat en magasin (53% des Français disent préférer acheter en magasin, et 67% préfèrent le format physique au format dématérialisé).
Micromania est également confronté à la concurrence de plus en plus forte d'enseignes culturelles comme la Fnac ou même des hypermarchés, qui proposent les mêmes jeux, parfois à prix cassé dès leur sortie.
2025 : GameStop annonce vouloir vendre Micromania.

## Controverses et condamnations judiciaires

### Extensions de garanties et pratiques commerciales trompeuses
Le 20 décembre 2021, Micromania-Zing affiche un bandeau d'avertissement sur son site web, ainsi qu'une image de cet avertissement sur son compte Instagram et épingle un tweet contenant une capture du même avertissement, pour se conformer à une mesure d'injonction administrative survenant au terme d'une enquête nationale menée par la direction départementale de la Protection des populations des Alpes-Maritimes. Cette dernière lui ordonne de cesser ses pratiques commerciales trompeuses consistant :
- à présenter une information confusionnelle sur les droits des consommateurs en matière de garantie légale de conformité et de garantie commerciale,
- à présenter faussement une garantie dénommée « extension de garantie » comme une garantie commerciale proposée et vendue par « Micromania », alors que celle-ci se révèle être un produit assurantiel géré par un courtier d'assurances,
- à restreindre les droits des consommateurs en imposant dans le cadre des modalités et du contenu de la garantie légale, des obligations non prévues dans les textes légaux, ou encore en subordonnant la validité du contrat afférent à l'« extension de garantie » à une activation sur le site dans les 15 jours de l'achat de celle-ci en magasin.